# Liste des distilleries de rhum
Le rhum est distillé par des producteurs présents dans diverses parties du monde.

## Caraïbes

### Anguilla
- Pyrat

### Antigua-et-Barbuda
- Antigua Distillery Ltd (Cavalier, English Harbour)
- Bambu Rum

- Hanschell Inniss Ltd. (Cockspur Rum)
- Caribbean Spirit/Twelve Islands Shipping Co (Malibu)
- R.L. Seale & Company Ltd. (R.L.Seale's, Doorly's, Foursquare Rum)
- E S A Field
- St Nicholas Abbey 10-year-old Rum
- Mahiki Rum
- Mount Gay Rum
- West indies distillery

### Belize
- Traveller's Liquors, Ltd. (One barrel rum)
- Cuello's Distillery

### Bermudes
- Gosling Brothers, Ltd. (Gosling's Rum)

### Cuba
- Havana Club
- Caribbean Club
- Varadero
- Caney
- Mulata
- Palmas Paticruzado
- Pinilla
- Santiago
- Eminente

### Dominique
- Soca Rum
- Red Cap
- oliver's

### Grenade
- Eastern Caribbean Rum Company
- Canne Royale Rum
- Westerhall Plantation
- Clarkes Court Distillery
- River Antoine

### Guadeloupe
- Damoiseau
- Montebello
- Bologne
- Longueteau
- Père Labat
- Bielle
- Bellevue
- Reimonenq
- Séverin
- Bonne Mère (SIS Société Industrielle de Sucrerie’)[1]
- Papa Rouyo
- Rhum Rhum

### Haïti
- Rhum Barbancourt
- Distillerie Larue
- Distillerie Casimir (Clairin Casimir)
- Distillerie Chelo (Clairin Sajous)
- Distillerie Arawaks (Clairin Vaval)
- Distillerie Bethel Romelus (Clairin Le Rocher)
- Rhum Old Nick
- Distillerie Providence

### Îles Caïmans
- Cayman Islands Distillery (Seven Fathoms Rum)

### Îles Vierges britanniques
- Pusser's Ltd. (Pusser's)
- Callwood Distillery

### Îles Vierges des États-Unis
- Virgin Islands Rum Industries, Inc (Cruzan, Old St. Croix)
- William Grant & Sons (Sailor Jerry)

### Jamaïque
- Appleton Estate
- Myers's
- The Rum Company (Coruba)
- Long pond
- Hampden
- Worthy Park

### Martinique

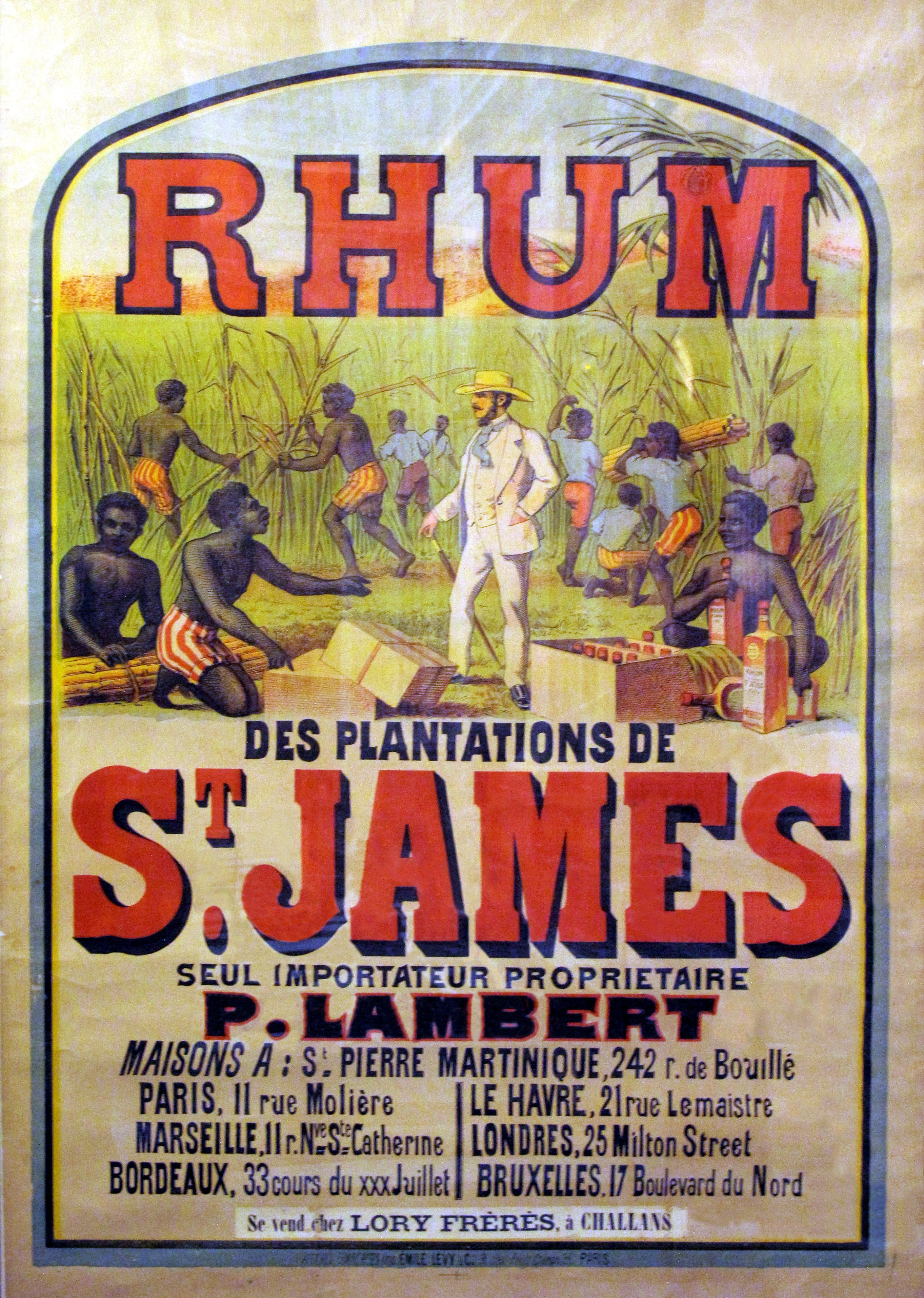
Saint-James (1888).
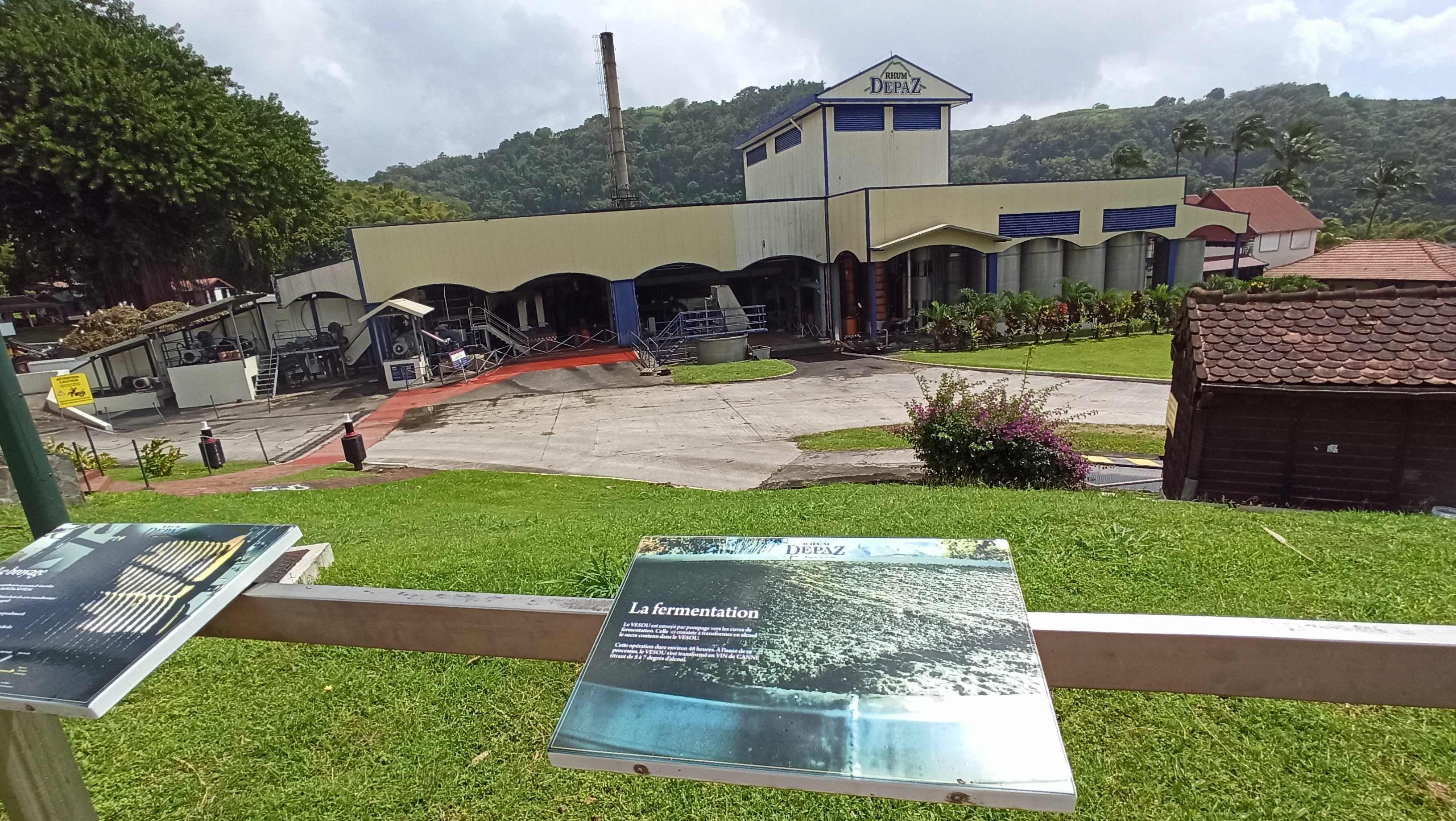
Distillerie Depaz.
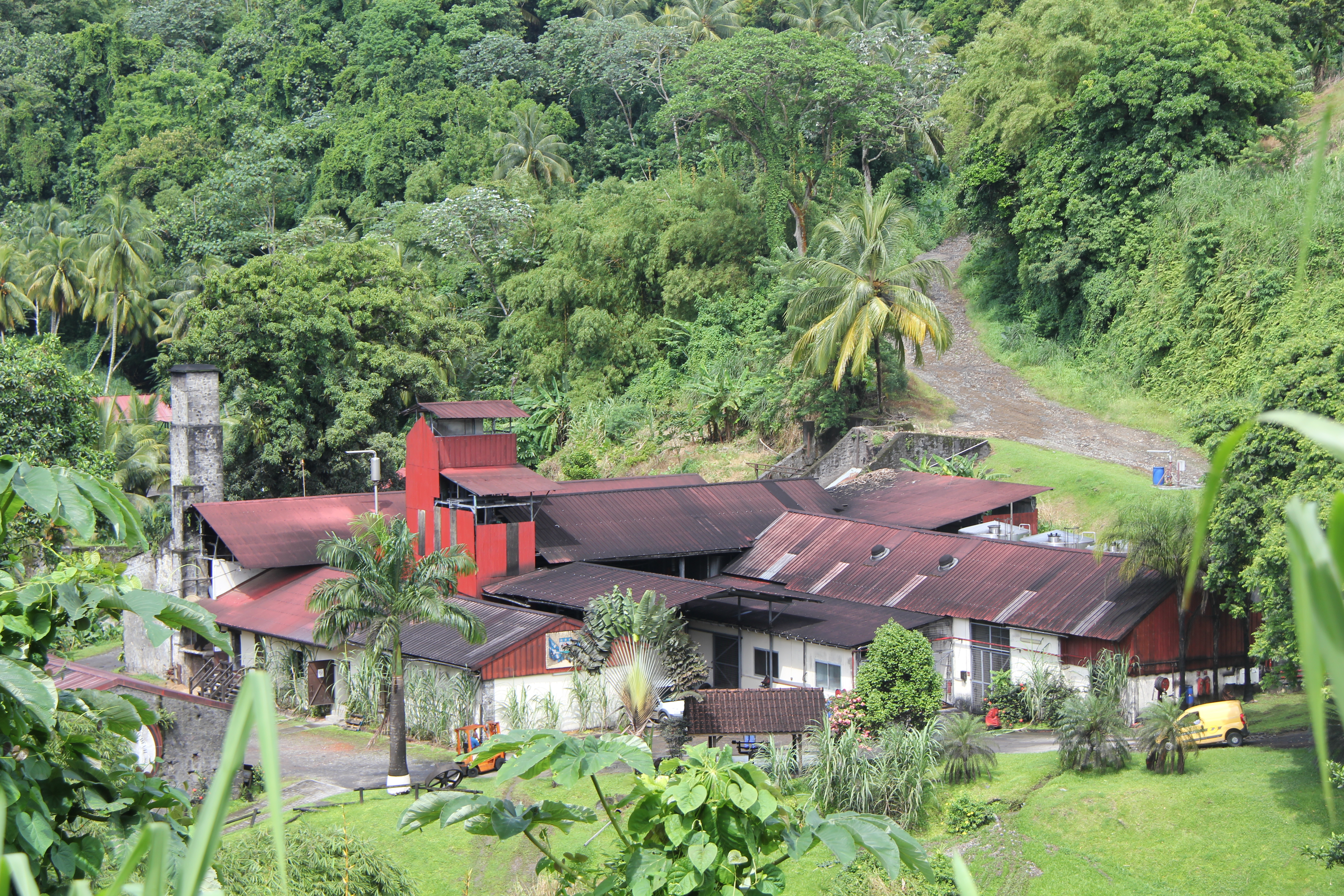
Distillerie J.M.
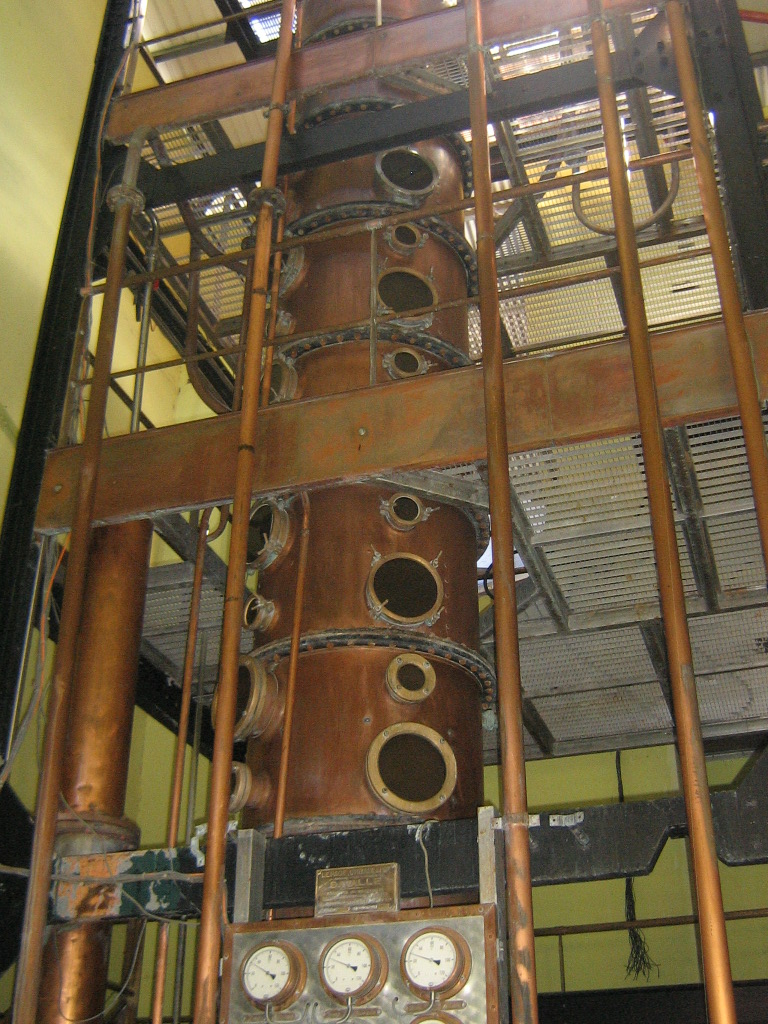
Colonne à distiller (distillerie Neisson au Carbet).

- Distillerie Saint-James
- Distillerie Depaz
- Distillerie La Mauny
- Distillerie Neisson/Thieubert
- Distillerie Simon (Le François)
- Distillerie JM (Macouba)
- Distillerie La Favorite (Le Lamentin)
- Distillerie A1710[2] (Le François)
- Distillerie du Galion (Trinité)
- Distillerie HBS (Grand'Rivière)[3].

### Porto Rico
- Bacardi (part of American Whiskey Trail)
- Captain Morgan
- Don Q
- Ron del Barrilito
- Trigo Reserva Añeja
- Ron Llave
- Ron Castillo
- Ron Rico
- Ron Cañita Cura'o (Extra Strength)
- Pitorro Coquí
- Palo Viejo

### République dominicaine
- Brugal
- Bermúdez
- Barceló
- Pedro Justo Carrión & Co. (Macorix Brand)
- Ron Atlantico
- Siboney
- Oliver & Oliver (Cubaney, Opthimus, Guantanamera, Cubanacan, Samana, PuntaCana Club)
- Matusalem

### Saint-Christophe-et-Niévès
- Brinley Gold Rum
- Cane Spirit Rothschild (no longer produced)

### Sainte-Lucie
- Saint Lucia Distillers (Bounty, Chairman's Reserve, Admiral Rodney, Denros)

### Saint-Martin
- Rhum island
- Rhum Gouverneur 1648

### Saint-Vincent-et-les-Grenadines
- Sunset Rum

### Trinité-et-Tobago
- Angostura Rums (Angostura 1824, Angostura 1919, Old Oak, Royal Oak)
- Fernandes Rums (Fernandes Black Label, Forres Park, Vat 19)
- 10 Cane (Moet Hennessy)
- Zaya Rum
- Caroni (fermeture en 2010)
- The Kraken

## Amérique latine

### Argentine
- Isla Ñ Rum

### Brésil
- Oronoco Rum
- Ron Montilla
- Ron Cachaça (Aguacana)

### Costa Rica
- Ron Centenario
- Ronrico

### Colombie
- Licorera del Caribe (Bolivar) (Ron Tres Esquinas)
- Licorera de Antioquia (Ron Medellín)
- Licorera de Caldas (Ron Viejo de Caldas)
- Licores de Cundinamarca (Ron Santafé)
- Licorera del Valle (Ron Blanco)*
- Ron Dictador

### Équateur
- Cristal Limón

### Guatemala
- Ron Zacapa
- Ron Botran
- Zaya
- Venado
- Quetzalteca
- Montecristo

### Guyana
- El Dorado
- Lemon Hart
- Wood's Old Navy
- Banks XM
- Plantation Rum (West Indies rum barbade et Une partie de Long pond établissement Ferrand Ferrand cognac gin citadelle et plantation rum)
- diamonds

### Guyane
- Saint-Maurice

### Mexique
- Porfidio
- D'Risti Especial Rum Reserve and Special White Rum, Bacardi also makes two of their products here-Anejo and Solera

### Nicaragua
- Compañía Licorera de Nicaragua, S.A. (Flor de Caña and Ron Plata)

### Suriname
- Suriname Alcoholic Beverages (Borgoe ' 89, Black cat)

### Panama
- Varela Hermanos

- Abuelo

### Pérou
- Ron Cartavio

### Venezuela
- Cacique
- Ocumare
- Pampero
- Diplomático
- Ron Santa Teresa
- Ron Carúpano
- Ron Macuro
- Sierra Morena

## Europe

### Allemagne
- Asmussen
- Balle
- Boddel
- Braasch
- Hansen
- Johannsen
- Pott
- Sonnberg

### Autriche
- Stroh (flavored rum)

### Belgique
- Distillerie de Namur

### Bulgarie
- Atlantic Red

### Danemark
A.H. Riise

### Espagne
- Arehucas
- Artemi

### France métropolitaine
- Distillerie Breizh'Cool
- Distillerie Moon Harbour à Bordeaux
- Distillerie Baptiste
- Distillerie BOWS
- Distillerie Coqlicorne[4]
- U Massicciu (Corse)
- Distillerie Saint Loup

### Pays-Bas
- E & A Scheer BV Pologne

- Golden Rum
- Rum Seniorita

### Royaume-Uni
- Black Tot Naval Rum

## Océan Indien

### La Réunion
- Charrette
- Isautier
- Rivière du Mât
- Savanna
- La Part des Anges

### Madagascar
- Dzama

### Maurice
- Chamarel
- Green Island
- Mascareignes (La Bourdonnais)
- Saint-Aubin
- Starr
- New Grove
- Arcane (canne à sucre de l'Ile Maurice, mais pas distillé sur l'Ile)

### Seychelles
- Takamaka

## Asie

### Inde
- Old Monk
- Hercules
- Black Fort XXX
- Old Port
- McDowell's No.1 Celebration
- Original choice
- Salsa
- Island
- Tiger
- Golconda
- Old Cascade
- Orissa Pride Rum

### Japon
- Suntory
- Nine Leaves

### Népal
- The Nepal Distillery (Khukri rum)

### Philippines
- Tondeña
- Tanduay
- Don Papa

### Sri Lanka
- Rockland
- DCSL
- White Diamond

### Taïwan
- Taiwan Rum

### Thaïlande
- Issan Rum
- SangSom

## Pacifique

### Fidji
- Seven Tiki

### Hawaï
- Braddah Kimo's Extreme 155 Proof
- Maui Dark Rum
- Maui Platinum Rum

### Tahiti
- Tahiti Dark

## Autres pays

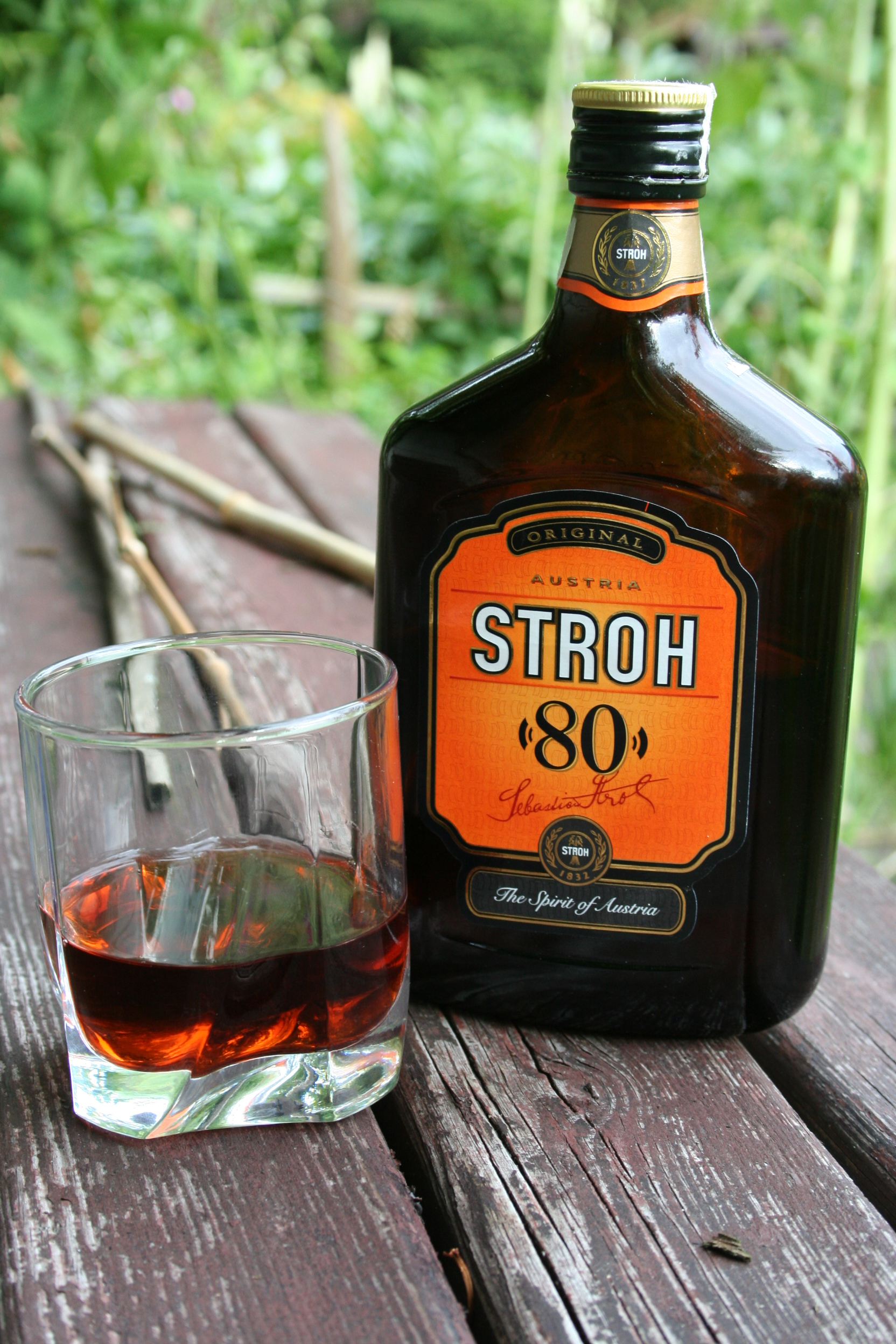
Rhum Stroh autrichien.

### Afrique du Sud
- Mainstray
- Red Heart

### Australie
- Bundaberg
- Beenleigh
- Inner Circle
- Jimmy's Rum

### Canada
- Lamb's
- Newfoundland Screech
- London Dock
- Old Sam
- Yukon Hootch
- Cabot Tower
- Distillerie Rosemont

### États-Unis
- Old New Orleans Rum (Crystal, Amber, Cajun Spice, 10 Year Special Edition
- New Holland
- Prichard's Fine Rum
- Felton and Son
- Sgt. Classick (Gold and Silver)
- Montanya (Oro and Platino)
- Downslope (White, Gold, Vanilla, Spiced and Wine Barrel Aged)
- Rogue (White Rum, Dark Rum, Hazelnut Spice Rum